# سحيم (اسم)
سُحَيمٌ هو اسم علم مذكَّر من أصلٍ عربيّ، بضمّ السِّينِ وفتحِ الحاءِ وإهمالِ الياء. والسُّحَيْمُ تصغير لاسمِ "الأَسْحَم"، ومعناه الأسوَد، والأسحَمُ السَحابُ الأسوَد الماطِر.

## شخصيات تحمل الاسم
- سحيم الرياحي
- سحيم بن حمد آل ثاني (دبلوماسي قطري، 1933 – 1985)

## وصلات خارجية
- موسوعة السلطان قابوس لأسماء العرب نسخة محفوظة 5 أبريل 2019 على موقع واي باك مشين.